# Ермійон
Ермійо́н (фр. Hermillon) — колишній муніципалітет у Франції, у регіоні Овернь-Рона-Альпи, департамент Савоя. Населення — 538 осіб (2011).
Муніципалітет був розташований на відстані близько 500 км на південний схід від Парижа, 130 км на південний схід від Ліона, 50 км на південний схід від Шамбері.

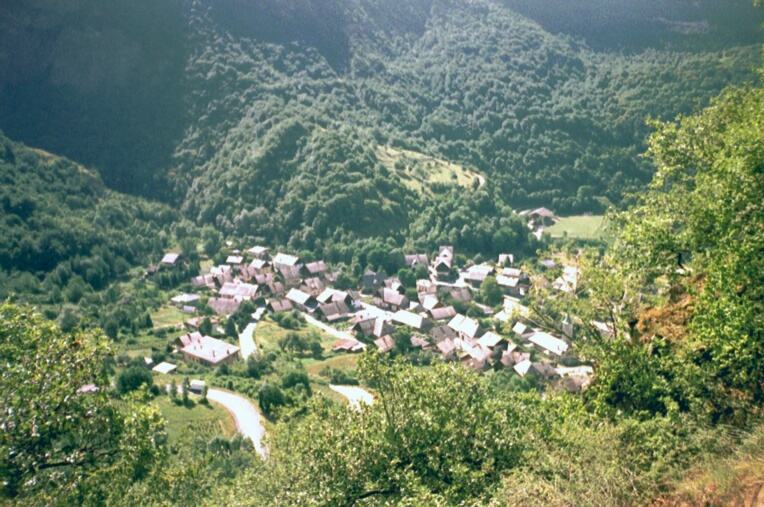

## Історія
До 2015 року муніципалітет перебував у складі регіону Рона-Альпи. Від 1 січня 2016 року належав до нового об'єднаного регіону Овернь-Рона-Альпи.
1 січня 2019 року Ермійон, Ле-Шатель i Понтамафре-Монпаскаль було об'єднано в новий муніципалітет Ла-Тур-ан-Мор'єнн.

## Демографія
Динаміка населення (INSEE ):
Розподіл населення за віком та статтю (2006):
| Стать | Всього | До 15 років | 15-24 | 25-44 | 45-64 | 65-85 | Понад 85 |
| --- | ------ | ----------- | ----- | ----- | ----- | ----- | -------- |
| Чоловіки | 272    | 52          | 32    | 64    | 72    | 44    | 8        |
| Жінки | 252    | 24          | 24    | 68    | 72    | 52    | 12       |
| \| Статево-вікова піраміда \| Статево-вікова піраміда \| Статево-вікова піраміда \| \| ----------------------- \| ----------------------- \| ----------------------- \| \| Чоловіки \| Вік \| Жінки \| \| 8 \| 85 + \| 12 \| \| 8 \| 80-84 \| 16 \| \| 4 \| 75-79 \| 4 \| \| 20 \| 70-74 \| 8 \| \| 12 \| 65-69 \| 24 \| \| 20 \| 60-64 \| 12 \| \| 8 \| 55-59 \| 16 \| \| 32 \| 50-54 \| 20 \| \| 12 \| 45-49 \| 24 \| \| 28 \| 40-44 \| 24 \| \| 16 \| 35-39 \| 12 \| \| 12 \| 30-34 \| 12 \| \| 8 \| 25-29 \| 20 \| \| 4 \| 20-24 \| 8 \| \| 28 \| 15-20 \| 16 \| \| 12 \| 10-14 \| 0 \| \| 24 \| 5-9 \| 0 \| \| 16 \| 0-4 \| 24 \| |        |             |       |       |       |       |          |
| Статево-вікова піраміда |        |             |       |       |       |       |          |
| Чоловіки | Вік    | Жінки       |       |       |       |       |          |
| 8 | 85 +   | 12          |       |       |       |       |          |
| 8 | 80-84  | 16          |       |       |       |       |          |
| 4 | 75-79  | 4           |       |       |       |       |          |
| 20 | 70-74  | 8           |       |       |       |       |          |
| 12 | 65-69  | 24          |       |       |       |       |          |
| 20 | 60-64  | 12          |       |       |       |       |          |
| 8 | 55-59  | 16          |       |       |       |       |          |
| 32 | 50-54  | 20          |       |       |       |       |          |
| 12 | 45-49  | 24          |       |       |       |       |          |
| 28 | 40-44  | 24          |       |       |       |       |          |
| 16 | 35-39  | 12          |       |       |       |       |          |
| 12 | 30-34  | 12          |       |       |       |       |          |
| 8 | 25-29  | 20          |       |       |       |       |          |
| 4 | 20-24  | 8           |       |       |       |       |          |
| 28 | 15-20  | 16          |       |       |       |       |          |
| 12 | 10-14  | 0           |       |       |       |       |          |
| 24 | 5-9    | 0           |       |       |       |       |          |
| 16 | 0-4    | 24          |       |       |       |       |          |

## Економіка
2010 року серед 311 осіб працездатного віку (15—64 років) 236 були активними, 75 — неактивними (показник активності 75,9%, у 1999 році було 71,5%). З 236 активних мешканців працювали 223 особи (121 чоловік та 102 жінки), безробітними було 13 (6 чоловіків та 7 жінок). Серед 75 неактивних 11 осіб було учнями чи студентами, 40 — пенсіонерами, 24 були неактивними з інших причин.

У 2010 році в муніципалітеті числилось 220 оподаткованих домогосподарств, у яких проживали 513,0 особи, медіана доходів виносила 22 051 євро на одного особоспоживача